# Acámbaro
Acámbaro est une municipalité (municipio) du sud de l'État de Guanajuato, au Mexique, d'environ 109 030 habitants.
La ville principale du même nom compte environ 55 000 habitants (2000) et a pour coordonnées 20° 02′ N, 100° 43′ O.

## Histoire
La région d'Acambaro a connu cinq cultures préhispaniques: 
- Chupícuaro – période préclassique tardive - 800 av. J.-C. à 200 de notre ère ;
- Los Morales – période préclassique tardive - 400 avant notre ère à 250 de notre ère ;
- Teotihuacán – période classique- 200 à 900 de notre ère ;
- Toltèques – période postclassique ancienne - 900 à 1200 de notre ère ;
- Tarasques – période postclassique tardive - 1200 à 1525 de notre ère.

Les premiers habitants de la zone ont appartenu à la culture Chupícuaro, parmi les plus anciennes de Mésoamérique. On y a trouvé des pièces archéologiques en céramique d'une beauté remarquable présentées dans le musée local.
La ville a été fondée le 19 septembre de 1526 par le cacique Don Nicolás de San Luis Montañes, avec le nom de San Francisco d'Acámbaro, en constituant la première population espagnole en territoire guanajuatense.
L'évangélisation a été menée à bien des franciscains qui ont en outre contribué à l'édification de belles constructions.
Le XVIIIe siècle a été prospère. On a construit d'imposants bâtiments religieux et civils : de beaux temples, des ponts et des maisons particulières témoignent de l'architecture coloniale dans la ville.
En Acámbaro a eu lieu un fait glorieux de l'Indépendance du Mexique : le 22 octobre 1810, on a effectué une cérémonie solennelle à l'occasion de laquelle elle a été déclarée quartier général de l'« Grande Armée de l'Amérique » et Don Michel Gentilhomme nommé « Généralissime des Amériques ». Ce même jour, a eu lieu un défilé de quatre-vingt mille insurgés, montrant l'impact de cette opération depuis un mois, puisque le 16 septembre 800 hommes seulement avaient pris les armes.
Acámbaro a été le cœur du développement ferroviaire du pays. En 1944, de son atelier mécanique, est sortie la Fidelita 296, machine de vapeur qui est le symbole d'une époque dans l'histoire de la société acambarense.